# 張伯卿公館
張伯卿公館（亦以“张家花园”之名著称）是一座位於四川省自貢市貢井區筱溪街道青杠林路2号的园林式建筑群，修建于1923年。公馆的主楼設計中柔和了東西方多種建築基因並進行了變形，成為“協同自然、中西合壁”的建築經典，是川南地區近代建築中現存的最具有西洋特徵的一處宅院建築，是民居公館中不多見的中西合壁、文化共融的建築精品。
2012年7月16日公佈為第八批四川省文物保護單位。2013年3月5日列為第七批全國重點文物保護單位。
張伯卿公館位於四川省自貢市貢井區鍍溪街青杠林路2號，始建於民國十二年（1923），歷時3年，耗白銀4萬兩，系原貢井籍官紳張伯卿的私人宅邸。公館建築面積1148平方米，以雕花石柱隔以層次，廊簷、柱礎、屋頂、樓攔皆雕塑人物、動物、花草等圖案。主樓是一幢二層外肮式磚結構歐式建築，建築工藝十分考究，主體採用縱橫牆承重及木樓屋架、擦條承重，牆壁及望板飾有花、草、魚、果等灰塑小品，內走廊以圓柱、方柱支撐。樓房佈局典雅，裝飾華麗，橫開雕花木窗，既具有裝飾性，又採光通氣。門前為石砌月臺，起觀景台之作用。張伯卿公館設計中揉進了東西方多種建築基因並進行了變形，成為“協同自然、中西合壁”的建築經典，是川南地區近代建築中現存的最具有西洋特徵的一處宅院建築，是民居公館中不多見的中西合壁、文化共融的建築精品。